# هانس جيني
هانس جيني هو عالم طبيعي ورسام وطبيب سويسري، ولد في 16 أغسطس 1904 في بازل في سويسرا، وتوفي في 24 يونيو 1972 في Dornach ‏ في سويسرا.